# Un'emozione inaspettata
Un'emozione inaspettata è un brano musicale scritto, prodotto ed interpretato da Raf, ed estratto come primo singolo dall'album Numeri. Il brano è stato reso disponibile per il download digitale e l'airplay radiofonico a partire dall'8 aprile 2011.

## Video musicale
Il videoclip prodotto per il brano, diretto da Gaetano Morbioli ed ambientato in una stanza posta sottosopra, è stato reso disponibile sul canale YouTube di Raf il 20 maggio 2011.
Il video riprende alcune scene del cortometraggio Weightless di Erika Janunger (2007).

## Tracce
Singolo
1. Un'emozione inaspettata – 3:30

EP Remix
1. Un'emozione inaspettata (Roberto Vernetti Remix) – 3:17
2. Un'emozione inaspettata (Gionata Caracciolo Remix) – 6:20
3. Un'emozione inaspettata (Remakeit Remix) – 5:00
4. Un'emozione inaspettata (Dylan & Swan Remix) – 4:55

## Classifiche
| Classifica (2011) | Posizione massima |
| ----------------- | ----------------- |
| Italia            | 38                |